# Torbjörn Thoresson
Torbjörn Thoresson (Sundsvall, 29 de diciembre de 1959) es un deportista sueco que compitió en piragüismo en la modalidad de aguas tranquilas. Ganó una medalla de plata en el Campeonato Mundial de Piragüismo de 1985 en la prueba de K4 10 000 m.
Participó en los Juegos Olímpicos de Moscú 1980, donde finalizó noveno en la prueba de K4 1000 m.

## Palmarés internacional
| Campeonato Mundial | Campeonato Mundial | Campeonato Mundial | Campeonato Mundial |
| Año                | Lugar              | Medalla            | Evento             |
| ------------------ | ------------------ | ------------------ | ------------------ |
| 1985               | Malinas (Bélgica)  | Medalla de plata   | K4 10 000 m        |